# Denia
Denia (oficialmente en valenciano: Dénia) es un municipio y ciudad española de la Comunidad Valenciana, situada en la costa norte de la provincia de Alicante. Se trata de la capital de la comarca de la Marina Alta. Cuenta con una población de 46 942 habitantes (INE 2024), pero en verano su población puede llegar a quintuplicarse, llegando a los 200 000. Es el municipio de España de menos de 50 000 habitantes que más veraneantes recibe según las cifras de población estacional del Ministerio de Hacienda y Administraciones Públicas.

## Toponimia
El topónimo deriva del latín Dianium. Durante gran parte del siglo XX se especuló que el término Dianio derivaba de un asentamiento ibérico denominado Diniu, atestiguado por unos hallazgos monetarios. Sin embargo, este ha resultado ser una mala lectura de Tabaniu, ceca ibérica del valle medio del Ebro, por lo que en la actualidad se toma como cierta la teoría tradicional que lo deriva de Diana, diosa romana identificada con Artemisa. En época andalusí el nombre cambió a دانية (Dāniya), y de ahí al topónimo actual tras la conquista cristiana.

## Geografía

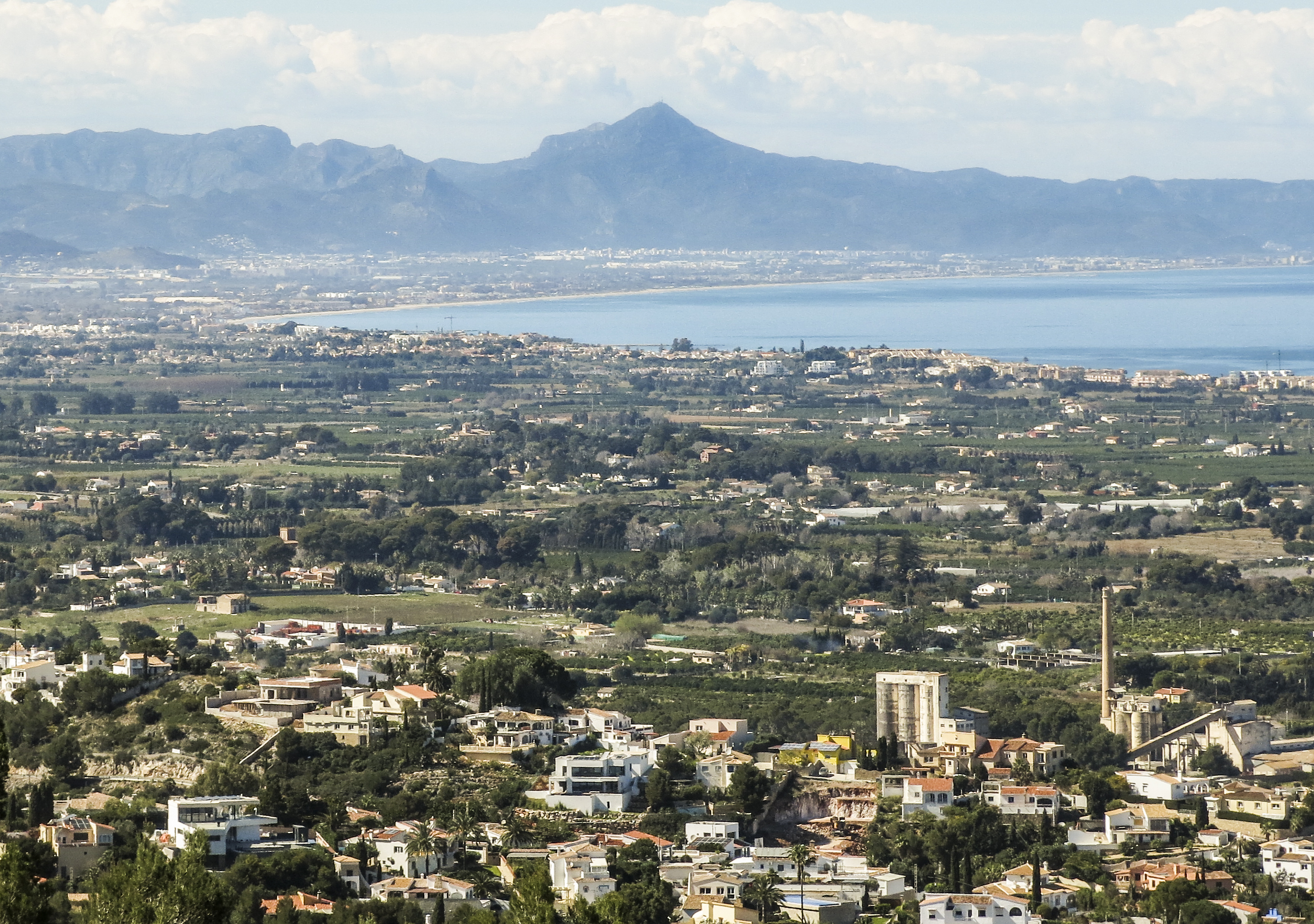
Denia, el golfo de Valencia y el Mondúver visto desde el parque natural del Macizo del Montgó

El Montgó, antiguamente llamado Monte Kaón (753 m sobre el nivel del mar) ocupa buena parte de la mitad meridional del término y está declarado parque natural desde 1987. A sus pies se extiende el cabo de San Antonio, de 160 m s. n. m., donde se halla la reserva marina homónima.

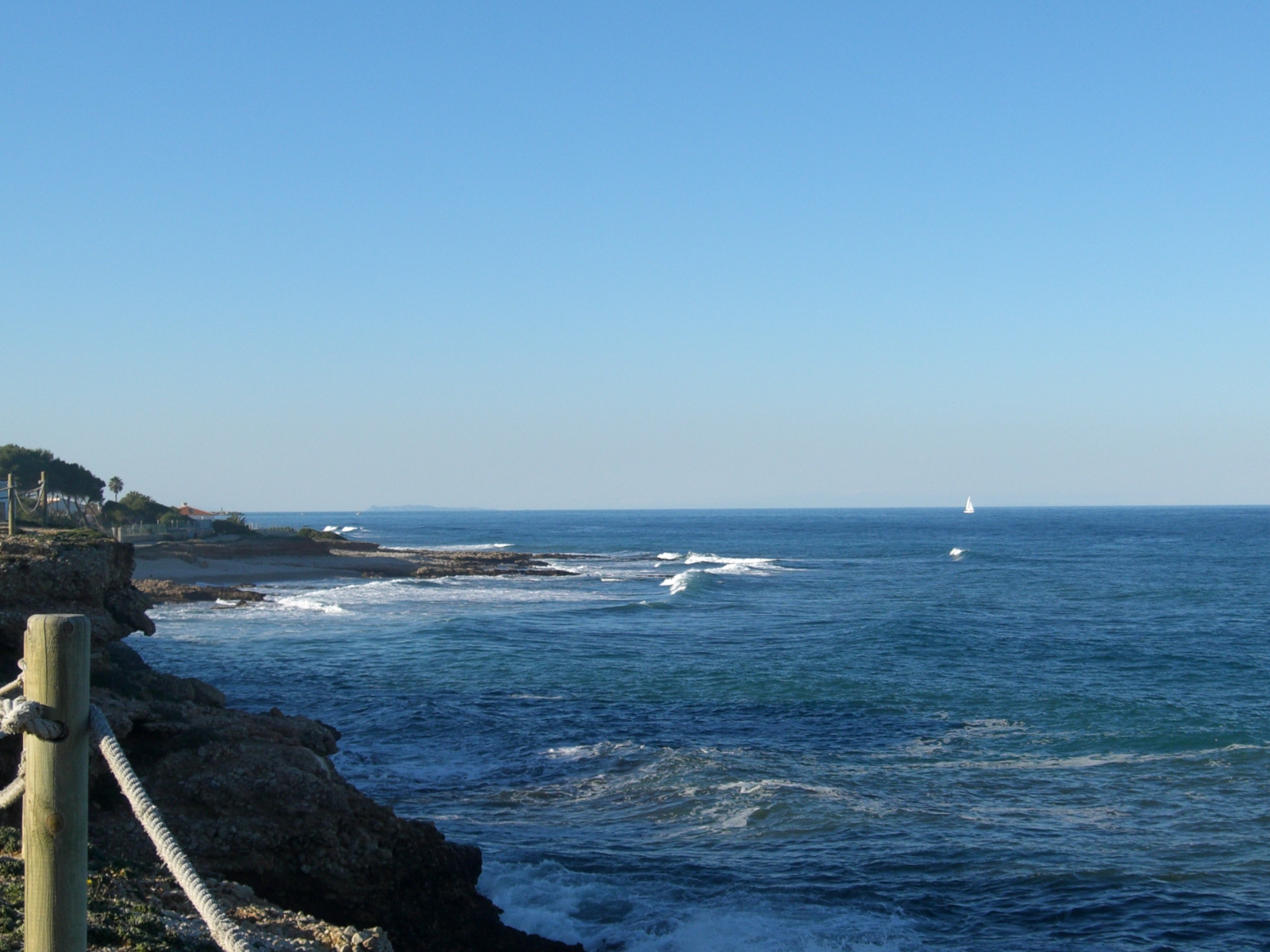
Calas de Denia

Entre el Montgó y el mar se extiende la llanura conocida como Plana de Denia, compuesta por materiales cuaternarios de erosión y aluviales de gran fertilidad, donde se desarrolla la agricultura. A lo largo de casi 20 km de frente marítimo abierto al norte y noreste, se suceden las costas bajas y arenosas, con marjales inmediatas, como ocurre en la zona septentrional, y las costas recortadas y acantiladas de Las Rotas, que alcanzan su máxima dimensión en la Cova Tallada, donde termina Denia y comienza Jávea.
El río Girona, que baja desde la Vall de Laguart, atraviesa el Pla y desemboca en el mar a la altura de la Almadraba, formando un pequeño delta (la Punta). Más cortos y rápidos son los numerosos barrancos que bajan desde el cercano Montgó.
|               | Norte: Oliva |                        |
| Oeste: Ondara |              | Este: Mar Mediterráneo |
|               | Sur: Jávea   |                        |

### Clima
El clima de Denia es especialmente suave y plácido, con una media anual de 18 °C. Denia tiene una media de precipitación de 500–600 mm, aunque no hay datos oficiales que lo corroboren. Los inviernos son cortos y apacibles y, los veranos, largos y cálidos. De hecho, tan suave y plácido es el clima de Denia que hasta hay un monumento en la propia ciudad alabando su bonanza climática. La temperatura media del mes más frío (enero) es de 12,3 °C (17,2 °C de máxima y 7,4 °C de mínima); mientras que la del mes más cálido (agosto) es de 26,8 °C (31,6 °C de máxima y 22,0 °C de mínima). El clima según la clasificación de Köppen es mediterráneo subtropical (Csa).
| Parámetros climáticos promedio de Denia, Spain | Parámetros climáticos promedio de Denia, Spain | Parámetros climáticos promedio de Denia, Spain | Parámetros climáticos promedio de Denia, Spain | Parámetros climáticos promedio de Denia, Spain | Parámetros climáticos promedio de Denia, Spain | Parámetros climáticos promedio de Denia, Spain | Parámetros climáticos promedio de Denia, Spain | Parámetros climáticos promedio de Denia, Spain | Parámetros climáticos promedio de Denia, Spain | Parámetros climáticos promedio de Denia, Spain | Parámetros climáticos promedio de Denia, Spain | Parámetros climáticos promedio de Denia, Spain | Parámetros climáticos promedio de Denia, Spain |
| Mes                                            | Ene.                                           | Feb.                                           | Mar.                                           | Abr.                                           | May.                                           | Jun.                                           | Jul.                                           | Ago.                                           | Sep.                                           | Oct.                                           | Nov.                                           | Dic.                                           | Anual                                          |
| ---------------------------------------------- | ---------------------------------------------- | ---------------------------------------------- | ---------------------------------------------- | ---------------------------------------------- | ---------------------------------------------- | ---------------------------------------------- | ---------------------------------------------- | ---------------------------------------------- | ---------------------------------------------- | ---------------------------------------------- | ---------------------------------------------- | ---------------------------------------------- | ---------------------------------------------- |
| Temp. máx. abs. (°C)                           | 26                                             | 29                                             | 31                                             | 35                                             | 41                                             | 39                                             | 41                                             | 42                                             | 39                                             | 34                                             | 30                                             | 26                                             | 42                                             |
| Temp. máx. media (°C)                          | 17.2                                           | 18.0                                           | 19.5                                           | 21.6                                           | 24.6                                           | 27.9                                           | 31.2                                           | 31.6                                           | 28.9                                           | 25.0                                           | 20.7                                           | 18.3                                           | 23.7                                           |
| Temp. media (°C)                               | 12.3                                           | 13.1                                           | 14.4                                           | 16.3                                           | 19.4                                           | 23.0                                           | 26.3                                           | 26.8                                           | 24.3                                           | 20.3                                           | 15.9                                           | 13.3                                           | 18.8                                           |
| Temp. mín. media (°C)                          | 7.4                                            | 8.2                                            | 9.3                                            | 11.2                                           | 14.2                                           | 18.1                                           | 21.4                                           | 22.0                                           | 19.7                                           | 15.6                                           | 11.1                                           | 8.3                                            | 13.9                                           |
| Temp. mín. abs. (°C)                           | -1                                             | 0                                              | 1                                              | 4                                              | 7                                              | 12                                             | 15                                             | 16                                             | 13                                             | 8                                              | 2                                              | 1                                              | -1                                             |
| Precipitación total (mm)                       | 37                                             | 46                                             | 58                                             | 53                                             | 35                                             | 24                                             | 7                                              | 18                                             | 66                                             | 87                                             | 73                                             | 51                                             | 555                                            |
| Horas de sol                                   | 185                                            | 191                                            | 228                                            | 249                                            | 294                                            | 322                                            | 353                                            | 318                                            | 266                                            | 225                                            | 192                                            | 178                                            | 3001                                           |
| Fuente n.º 1:                                  |                                                |                                                |                                                |                                                |                                                |                                                |                                                |                                                |                                                |                                                |                                                |                                                |                                                |
| Fuente n.º 2:                                  |                                                |                                                |                                                |                                                |                                                |                                                |                                                |                                                |                                                |                                                |                                                |                                                |                                                |

#### Vientos
Vientos predominantes: Lebeche, Poniente, Levante, Norte. Los vientos predominantes en Denia favorecen la práctica de los deportes náuticos tales como el windsurf, surf, kitesurf y la vela.
Denia se configura como uno de los puntos más favorables de España para la práctica de windsurf y kitesurf. Como zonas más idóneas se hallan las playas de Les Deveses y posteriormente la Punta del Raset (balizadas ambas para la práctica de este deporte).
En cuanto a la vela, Denia cuenta con varias escuelas, además del Real Club Náutico de Denia, así como con una larga tradición en la organización de regatas, destacando por ejemplo la famosa Ruta de la Sal o la Copa del Canal.

## Historia
Aunque con indicios arqueológicos de poblado ibérico, su origen como ciudad es romano (Dianium), situándose al norte de la ciudad actual y frente al antiguo puerto. Los textos clásicos y restos arqueológicos indican que en el siglo I a. C. las tropas de Sertorio establecieron en Dianium una base naval. Durante el Alto Imperio, la ciudad disfrutó de un periodo de esplendor pasando de ser ciudad estipendiaria a municipio. Entre 636 y 693, en tiempos del reino visigodo, Denia fue sede episcopal sufragánea de la sede metropolitana de Toledo, cuya jurisdicción comprendía toda la antigua provincia romana Cartaginense dentro de la diócesis de Hispania.

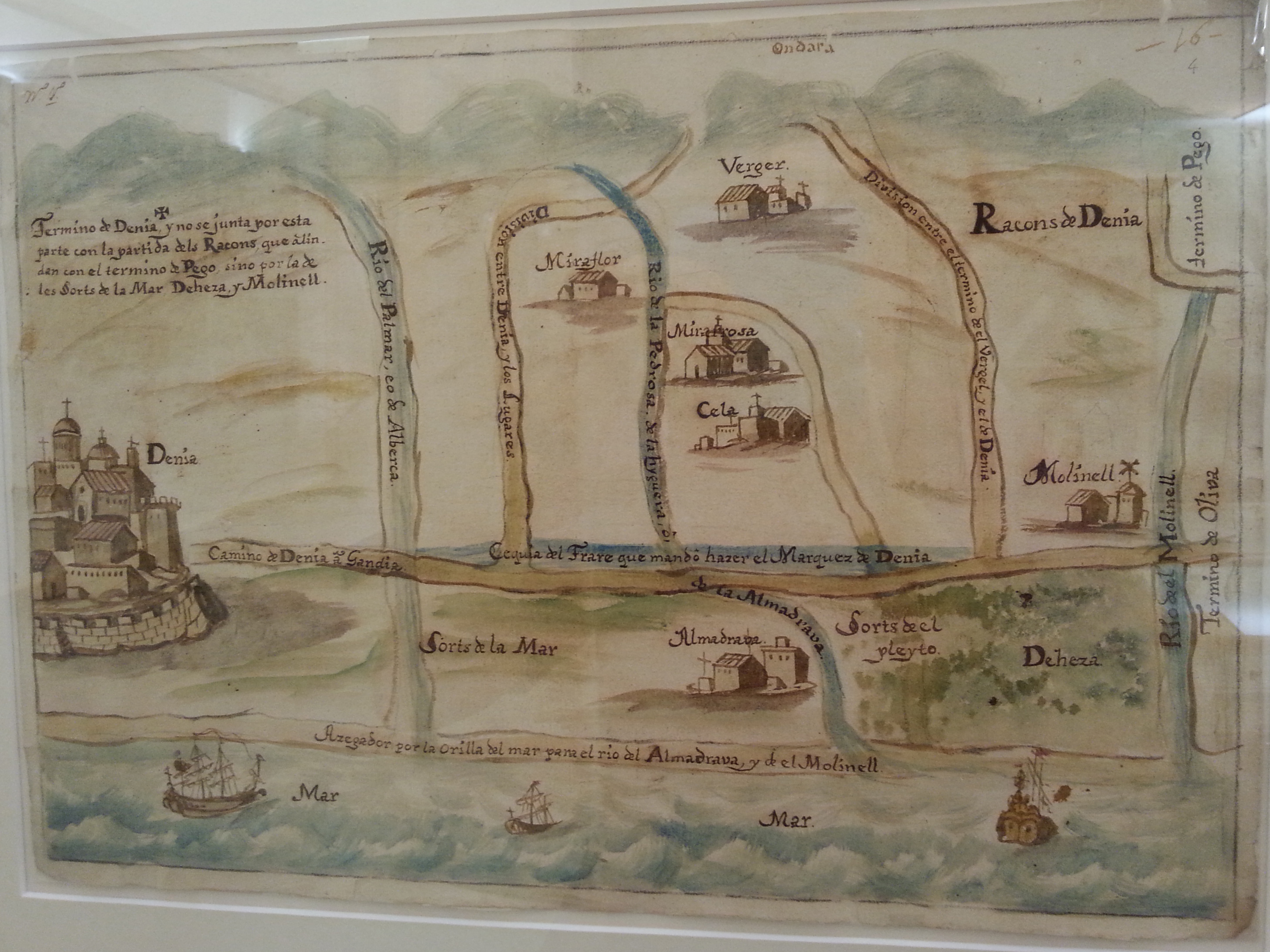
Mapa de 1718 de las partidas de les Sorts de la Mar, la Devesa y el Molinell, en el término de Denia

En época musulmana, la ciudad alcanzará la etapa culminante de su expansión y pujanza, que generó un momento de gran vitalidad cultural. Daniyya será capital de una taifa creada en 1010 por el amiri Muyahid al-Amiri al-Muwaffaq que, anexionándose las Baleares, convertirá el reino en un importante centro marítimo y comercial, llegando a acuñar su propia moneda. La taifa perdió su independencia en 1076, al ser destronado Iqbal al-Dawla por Al-Muqtadir, rey hudí de la Taifa de Zaragoza, de la cual dependió hasta la invasión de los almorávides (1091).
La conquista cristiana, en 1244, llevó un serio retroceso en el desarrollo de la ciudad, prácticamente deshabitada al sacarse de ella la población musulmana. Repoblada a fuero de Valencia, la villa de Denia, reducida al albacara del castillo, se convierte en el centro del poder cristiano en un término general poblado mayoritariamente por musulmanes. Jaime II de Aragón inicia la etapa del dominio señorial, al ceder la villa en 1298 a Poncio de Ampurias. Posteriormente, bajo la casa de Gandía, se convierte en condado (1356), volviendo a la Corona en tiempo de Alfonso el Magnánimo. El absentismo de este monarca posibilitó que el lugarteniente Juan de Navarra lo donara al castellano Diego Gómez de Sandoval y Rojas (1431), con el consiguiente descontento de la villa, que reclamó a su muerte la reincorporación al reino (1455) con el espaldarazo de la ciudad de Valencia, que ocupó hasta 1477 el castillo, que comprendía las tierras de los entornos de la ciudad, las cuales reciben todavía el nombre de Marquesado.
El condado permaneció en manos de los Sandoval, promocionándose a marquesado en 1487. El primer marqués de Denia fue Diego Gómez de Rojas y Sandoval (1487-1502). El título fue concedido por los Reyes Católicos y además ostentaba el título de conde de Lerma. Se casó con Catarina de Mendoza, hija de Iñigo López de Mendoza (1.er marqués de Santillana). Le sucede su hijo (II marqués de Denia) Bernardo de Sandoval (1502-1536). Empieza una relación muy directa con los monarcas, ya que se casó con Francisca Enríquez, prima de Fernando el Católico, y obtendría el título de Grande. El III marqués es el hijo del anterior, Luis de Rojas y Sandoval, que comparte vida muy íntima con los monarcas en la Corte.

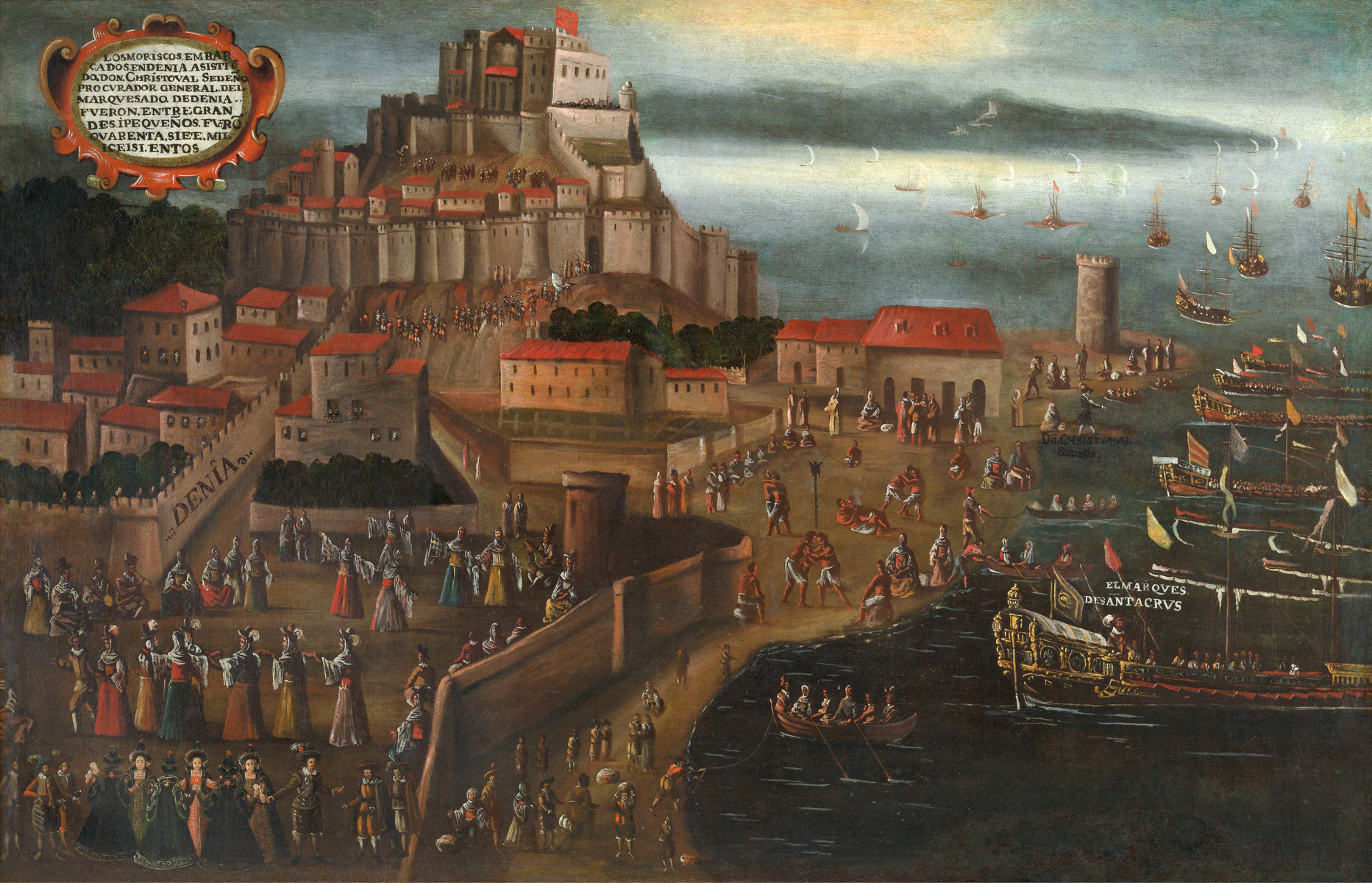
Expulsión de los moriscos a través del puerto de Denia. Pintura de Vicente Mestre (1613)

El IV marqués, Francisco de Rojas y Sandoval (1570-1574), padre del duque de Lerma, sigue siendo uno de los cortesanos más principales en tiempo de Felipe II. Casó con Isabel de Borja de la casa de los duques de Gandía. Le sucede Francisco Gómez de Sandoval y Rojas, V marqués de Denia, conde de Lerma y después duque de Lerma en 1599, concedido por Felipe III. El duque de Lerma, quinto marqués de Denia y favorito de Felipe III, proporciona a la villa importantes prebendas y el título de ciudad el 4 de abril de 1612. Impulsó la expulsión de los moriscos (1609), 25 000 de los cuales embarcaron en el puerto de Denia con destino a Berbería, con el consiguiente despoblamiento y ruina económica del marquesado.
A partir del siglo XVIII, la ciudad participó abiertamente en la guerra de Sucesión, y fue la primera en proclamar rey al archiduque Carlos. La guerra y las represalias posteriores provocaron la crisis de la ciudad. Fue finalmente ocupada por los borbónicos el 17 de noviembre de 1708. El castillo, seriamente dañado, se hundirá definitivamente en la Guerra de la Independencia Española. En el siglo XIX Denia se reincorpora a la Corona (1804) y experimenta un gradual crecimiento iniciado en el barrio marinero, que se independizó administrativamente entre 1837-1839. El floreciente comercio de la pasa hizo surgir una burguesía comercial y atrajo empresas extranjeras con el consiguiente aumento de población, que pasó de 6538 a 12 413 habitantes (dianenses) entre 1860 y 1900.

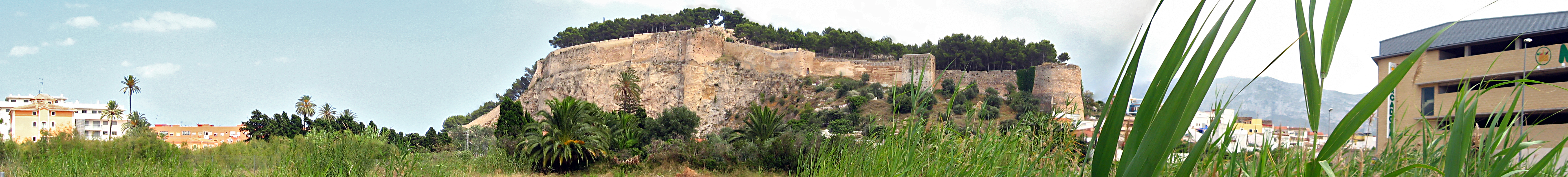
Vista panorámica del castillo de Dénia.

El 11 de diciembre de 2015 fue declarada Ciudad Creativa de la Gastronomía por la Unesco.

## Demografía
Denia cuenta con una población de 46 942 habitantes (INE 2024).
| Gráfica de evolución demográfica de Denia entre 1842 y 2021                                                         |
| |
| Población de derecho según los censos de población del INE Población de hecho según los censos de población del INE |

Tras un retroceso poblacional tras la crisis de la filoxera a principios del siglo XX, la evolución demográfica del municipio tuvo un cambio radical gracias al boom turístico de los años 1960. Su población pasó de 12 185 habitantes en 1960 a 44 726 en 2011 en un término de 66,18 km². Según este último censo, el 29,7 % de su población es de nacionalidad extranjera; de estos, un 59,0 % procede de la Unión Europea (de la que destaca una colonia de 2619 alemanes), un 24,6 % de Iberoamérica y un 10,1 % de la Europa no comunitaria.

## Economía

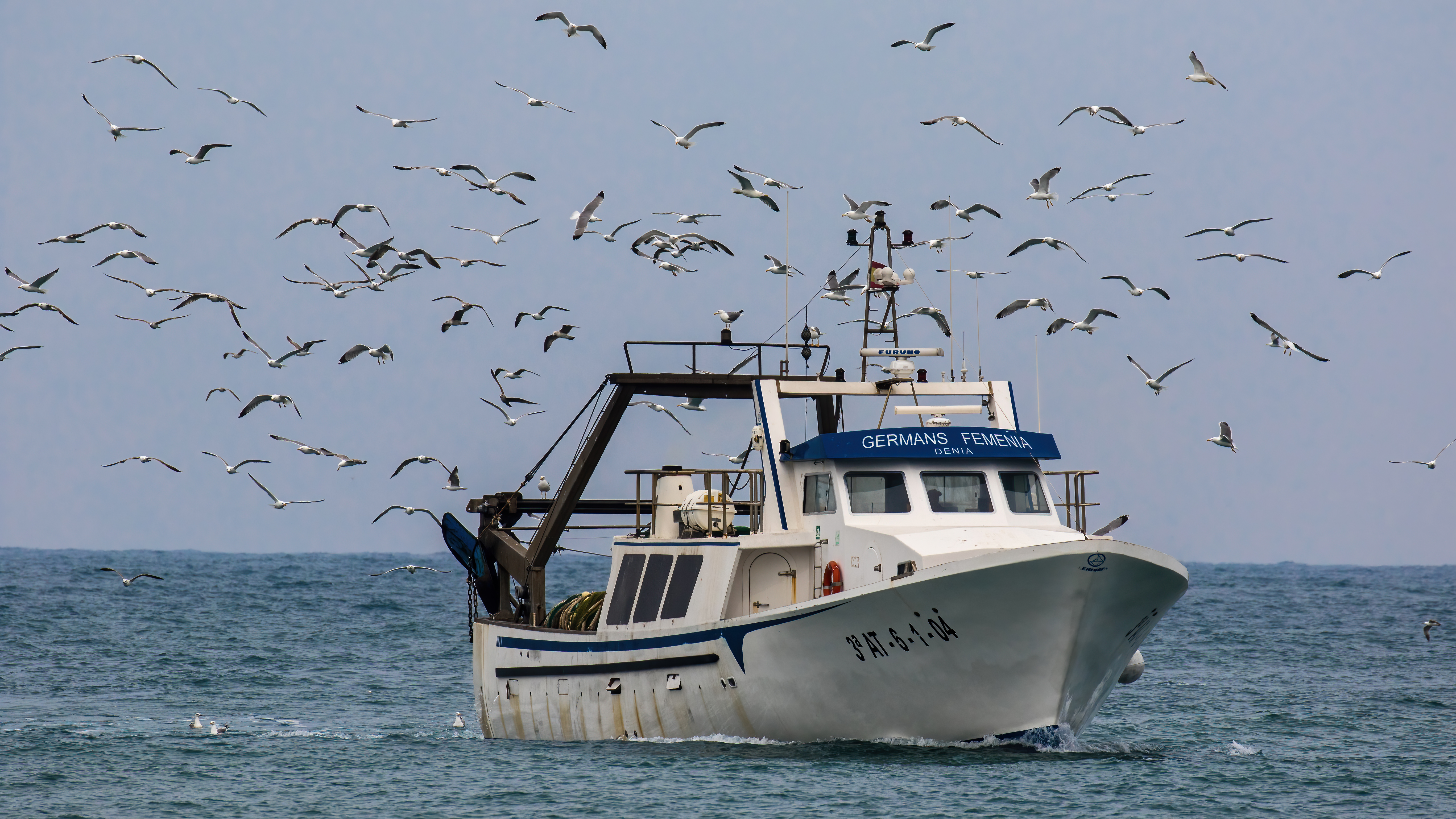
Barco pesquero en Denia

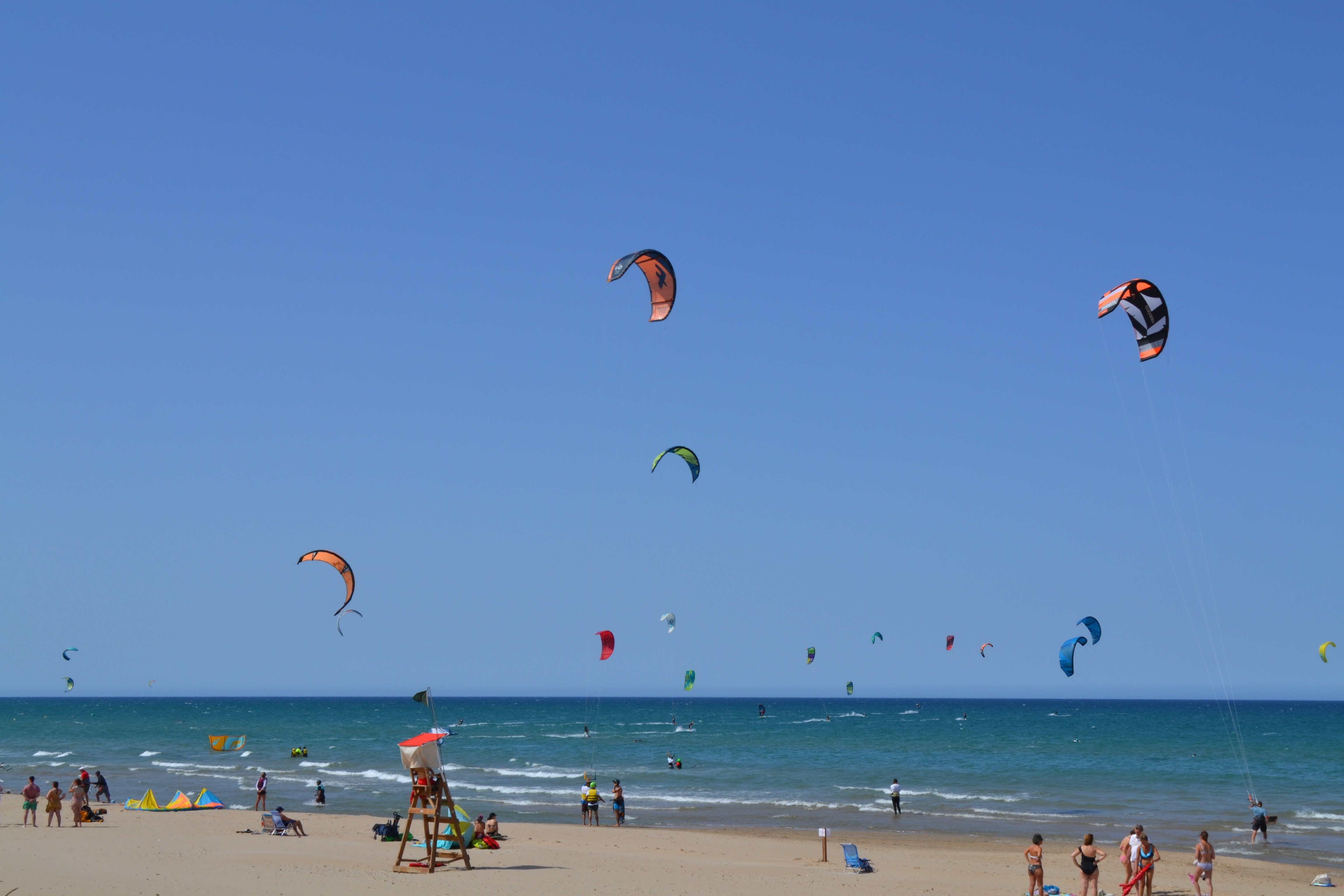
Turismo de playa en Denia

La crisis de la pasa, desde principios del siglo XX, supuso una cierta paralización económica de la ciudad. Desde los años 1960 el turismo se convierte en el principal sector económico de Denia compensando la desaparición de la mayoría de las industrias y provocando una acelerada urbanización.

## Comunicaciones
Denia se comunica, a través de la carretera nacional N-332 y a través de la AP-7 E-15 (autopista del Mediterráneo) (salida 62). Además dispone de una estación de autobuses.
Cuenta con una estación de ferrocarril de una única línea; perteneciente a la línea 9 Denia-Benidorm-Alicante del TRAM Metropolitano de Alicante; de F.G.V. (Trenet de la Marina).Dispone de comunicación marítima con las Islas Baleares: Ibiza, Palma de Mallorca y Formentera.

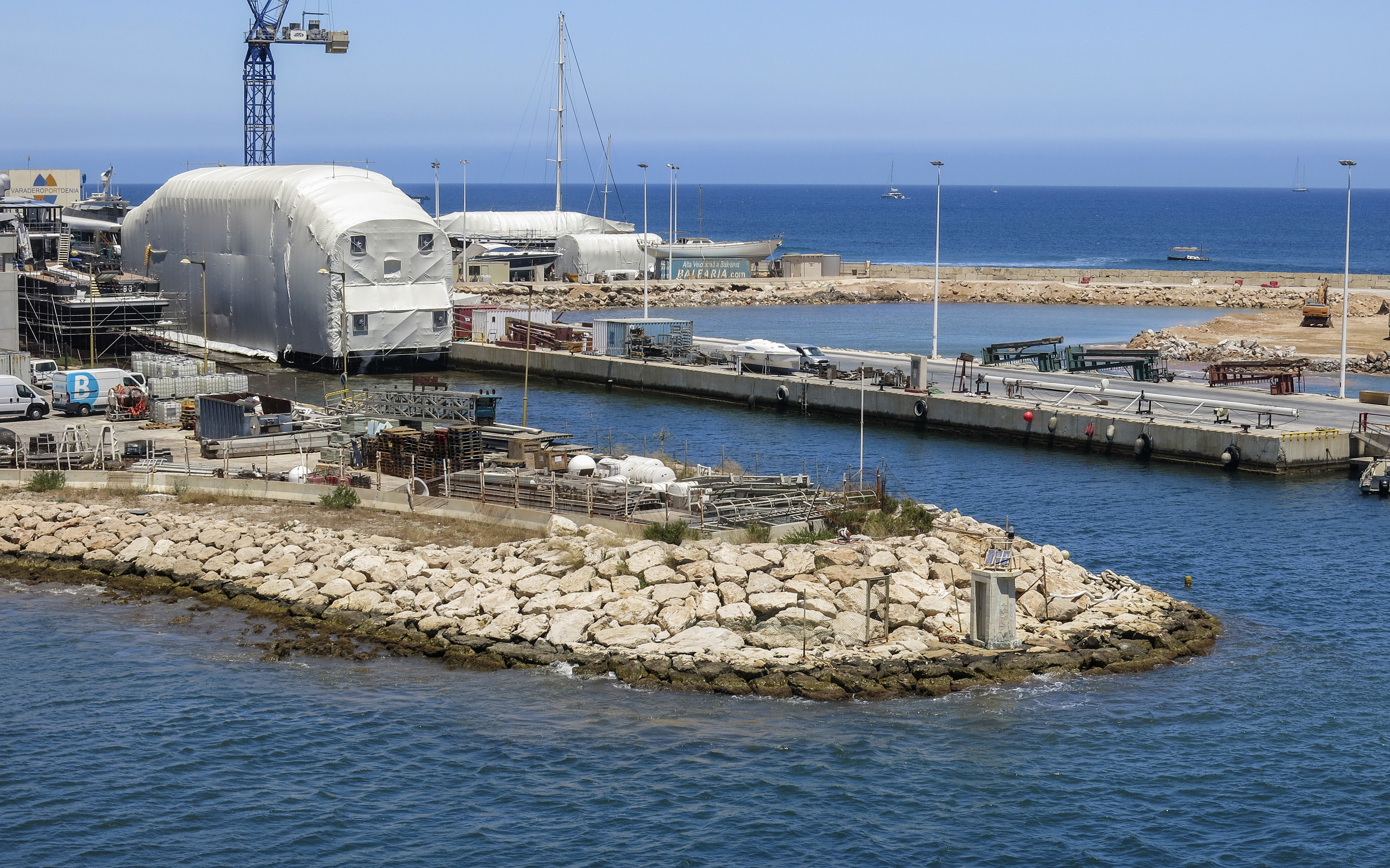
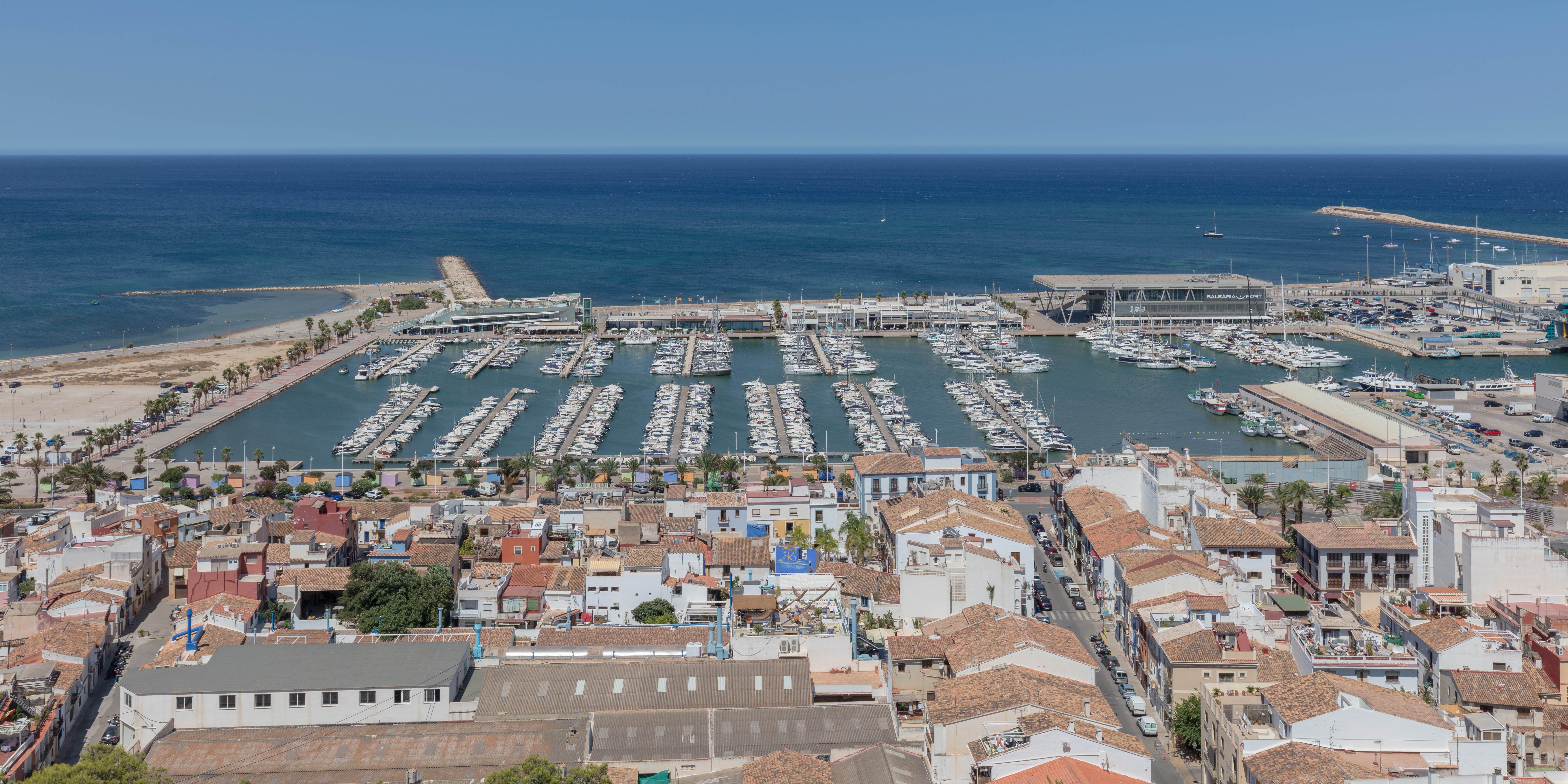
Puerto de Denia
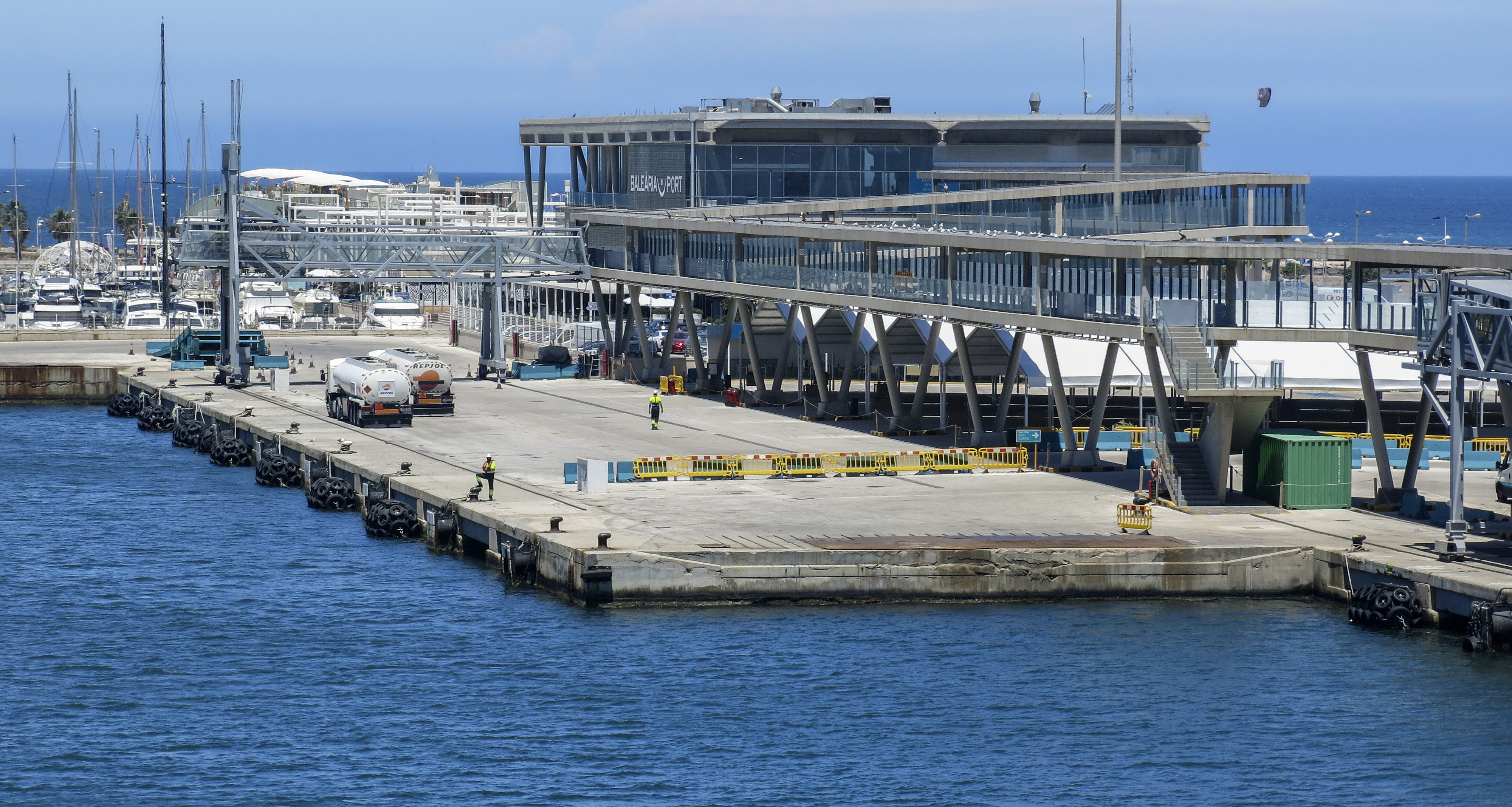

También cuenta con una red de autobuses urbanos llamada DeniBus que cuenta con cinco líneas que conectan las zonas más alejadas del centro con este mismo. Las líneas son: L1 (Puerto-Las Rotas), L2 (Puerto-Las Marinas), L3 (Puerto-Les Deveses), L4 Puerto-Hospital (La Jara).

## Administración y política

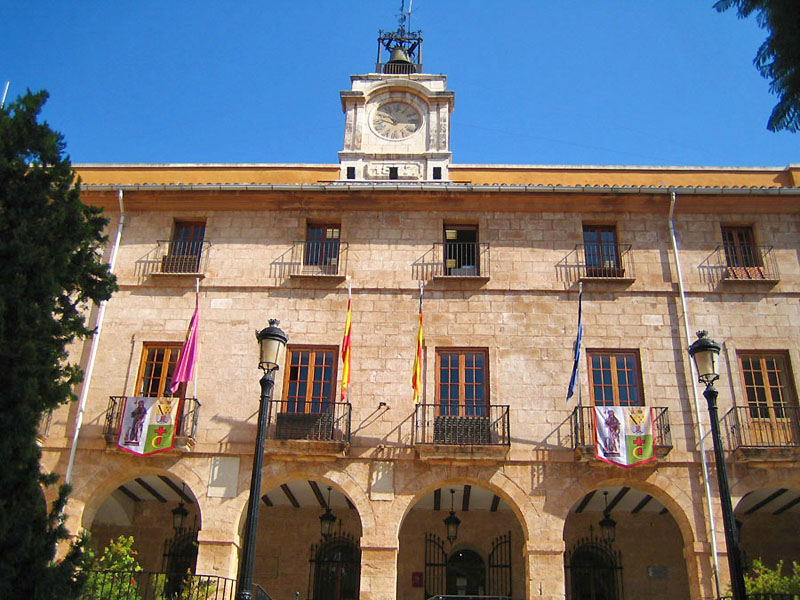
Ayuntamiento de Denia

### Gobierno municipal
| Periodo   | Nombre                         | Partido | Partido                                         |
| --------- | ------------------------------ | ------- | ----------------------------------------------- |
| 1979-1983 | Joaquín Chornet Torres         |         | Unión de Centro Democrático (UCD)               |
| 1983-1987 | Jaime Sendra Timoner           |         | Partit Socialista del País Valencià (PSPV-PSOE) |
| 1987-1991 | Pepe Crespo Mahiques           |         | Gent de Dénia (GD)                              |
| 1991-1995 | Sebastià Garcia i Mut          |         | Unitat del Poble Valencià (UPV)                 |
| 1995-1997 | Pedro Pastor                   |         | Gent de Dénia (GD)                              |
| 1997-1999 | Sebastià Garcia i Mut          |         | Unitat del Poble Valencià (UPV)                 |
| 1999-2003 | Miguel Ferrer Marsal           |         | Partido Popular (PP)                            |
| 2003-2007 | Francisca R. Viciano i Guillem |         | Partit Socialista del País Valencià (PSPV-PSOE) |
| 2007-2015 | Ana Kringe Sánchez             |         | Partido Popular (PP)                            |
| 2015-act. | Vicent Grimalt Boronat         |         | Partit Socialista del País Valencià (PSPV-PSOE) |

El ayuntamiento estuvo gobernado en la legislatura 2003–2007 por el PSPV-PSOE gracias a los 7 concejales que obtuvo en las elecciones de 2003, en las que PP sacó 5, el Bloc 4, la coalición Unió-Gent de Dénia 4 y Els Verds-L'Entesa, 1. En las elecciones de 2007, el PSOE obtuvo 9 concejales, el Bloc 2, el PP 5, Centre Unificat 2, Gent de Dénia 2 y el Partido Social Demócrata 1, volviéndose a reeditar una coalición socialista y nacionalista para el gobierno de la ciudad. En 2008 Ana Kringe (PP) se convierte en alcaldesa a través de una moción de censura formada por los partidos PP, CU, PSD, GENT DE DÉNIA y el tránsfuga socialista Juan Collado. En 2011 gana el PP con 9 concejales, 8 el PSPV-PSOE, 2 CU, 1 el BLOC y 1 el PSD. Se forma una coalición de gobierno entre el PP y CU. Ana Kringe vuelve a ser alcaldesa. Desde 2015 hasta la actualidad el alcalde es Vicent Grimalt Boronat, del PSPV-PSOE.
| Partido político                                | 2023  | 2023  | 2023       | 2019  | 2019  | 2019       | 2015              | 2015              | 2015              | 2011  | 2011  | 2011       | 2007  | 2007  | 2007       |
| Partido político                                | Votos | %     | Concejales | Votos | %     | Concejales | Votos             | %                 | Concejales        | Votos | %     | Concejales | Votos | %     | Concejales |
| Partit Socialista del País Valencià (PSPV-PSOE) | 6832  | 38,36 | 9          | 7890  | 48,30 | 12         | 5042              | 28,40             | 7                 | 5090  | 29,00 | 8          | 6071  | 35,13 | 9          |
| Partido Popular (PP)                            | 4914  | 27,59 | 7          | 1904  | 11,65 | 3          | 3290              | 18,53             | 4                 | 6096  | 34,73 | 9          | 3928  | 22,73 | 5          |
| Compromís-Bloc Nacionalista Valencià (BNV)      | 2430  | 13,64 | 3          | 2064  | 12,63 | 3          | 2953              | 16,63             | 4                 | 952   | 5,42  | 1          | 1672  | 9,67  | 2          |
| Vox                                             | 1269  | 7,12  | 1          | 725   | 4,43  | 0          | —                 | —                 | —                 | —     | —     | —          | —     | —     | —          |
| Gent de Dénia (GD)                              | 1188  | 6,67  | 1          | 980   | 5,99  | 1          | 1818              | 10,24             | 2                 | 776   | 4,42  | 0          | 1445  | 8,36  | 2          |
| Ciudadanos (CS)                                 | 473   | 2,65  | 0          | 1618  | 9,90  | 2          | 1744              | 9,82              | 2                 | —     | —     | —          | —     | —     | —          |
| Canviem Entre Tots (CET)                        | —     | —     | —          | —     | —     | —          | 1593              | 8,97              | 2                 | —     | —     | —          | —     | —     | —          |
| Centre Unificat (CU)                            | —     | —     | —          | —     | —     | —          | Con Gent de Dénia | Con Gent de Dénia | Con Gent de Dénia | 1443  | 8,22  | 2          | 1872  | 10,83 | 2          |
| Partido Socialdemócrata (PSD)                   | —     | —     | —          | —     | —     | —          | —                 | —                 | —                 | 933   | 5,32  | 1          | 1092  | 6,32  | 1          |

### Organización territorial

Vista de Denia desde el castillo

La localidad y término municipal de Denia está dividida en la actualidad en 10 barrios, disponiendo cada barrio de un concejal asignado por parte del ayuntamiento.
Siete de los barrios se encontrarían dentro del núcleo urbano de la ciudad, y tres de ellos serían periféricos.
La denominación de cada uno de los barrios de la localidad y ubicación aproximada es la siguiente:
- Bajo la Mar y Detrás del Castillo (en valenciano y oficialmente Baix la Mar i Darrere del Castell): situado en la parte de atrás del castillo de Denia y en el entorno de la avenida de Miguel Hernández y de la calle de los fueros.
- Diana: barrio situado en el entorno de las vías del tren y el entorno de la calle Pintor Llorens.
- Las Marinas (en valenciano y oficialmente Les Marines): barrio periférico situado a lo largo de la carretera de Las Marinas. Debido a su longitud a lo largo de la costa se identifican diferentes zonas como Las Brisas (en valenciano y oficialmente Les Brises) y Las Fuentes (en valenciano y oficialmente Les Fonts).
- Las Rocas (en valenciano y oficialmente Les Roques): barrio que linda con el castillo, característico por su orografía y trazado irregular de calles.
- Las Rotas (en valenciano y oficialmente Les Rotes): barrio periférico situado a lo largo de la costa en dirección al cabo de San Antonio.
- Montgó: barrio periférico situado al otro lado de las vías del tren a Alicante en dirección a la falda del Montgó.
- Oeste y Campamentos (en valenciano y oficialmente Oest i Campaments): barrio interior situado en el oeste de la ciudad, en el entorno de la avenida de Valencia y entrada a la ciudad desde la carretera CV-725.
- París-Pedrera y Campo Rojo (en valenciano y oficialmente París-Pedrera i Camp Roig): barrio situado hacia el interior de la ciudad, en el entorno de la plaza Jaime I.
- Puerto y Centro: barrio situado en el centro de la ciudad, en el entorno de las calles La Mar y Marqués de Campo.
- Saladar: barrio situado en el entorno de las vías del tren a Alicante y el cruce de la calle Diana y del paseo del Saladar.

Además existen varias pedanías:
- La Jara (en valenciano y oficialmente La Xara): situado al oeste del núcleo urbano, entre Denia y Ondara.
- Jesús Pobre: situado al sur de Denia, tras el Montgó.
- La Pedrera: situado a las faldas del Montgó.

### Planeamiento

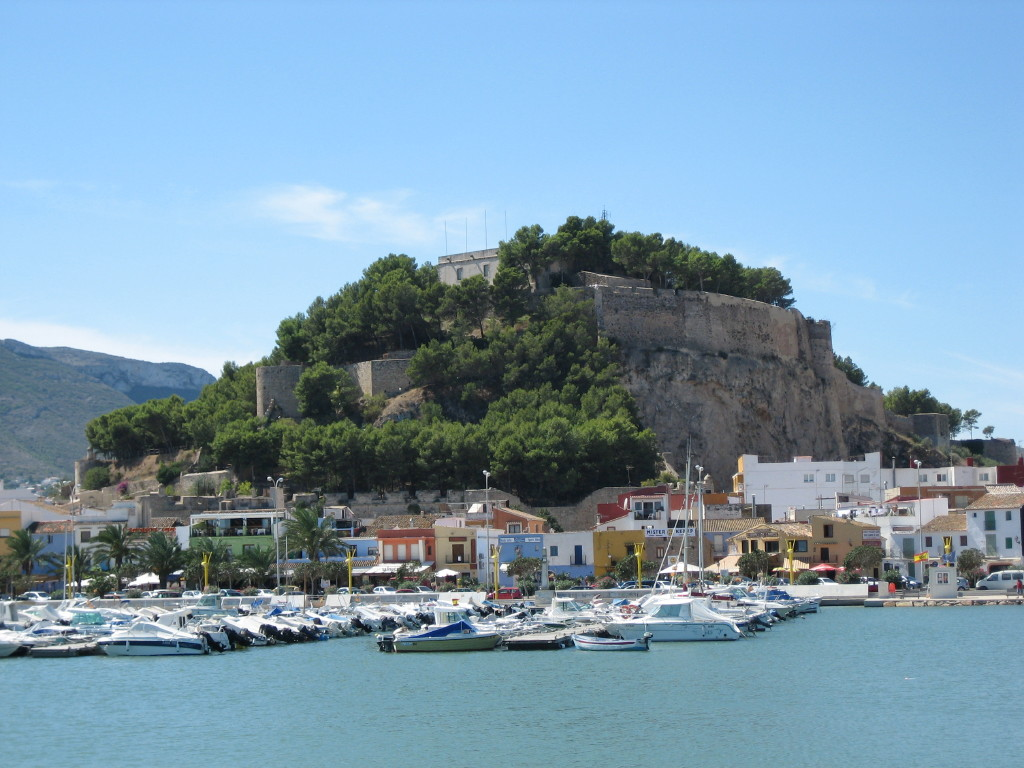
Castillo de Denia

El controvertido planeamiento de Denia arranca con el Plan Especial de Reforma Interior y Extensión de la zona Norte y Sur de Denia y las Normas Provisionales ambos documentos fechados en 1966 y bajo el amparo de la Ley del Suelo de 1956. En estos documentos se pretende posibilitar la de edificación en todo el término municipal, especialmente en la franja costera; estos documentos al ser de carácter provisional cultivaron un clima de mercado del suelo, creando beneficios para los propietarios de suelo, pero a su vez produciendo problemas de todo tipo.
Por ello se crea el Plan General de Ordenación Urbana (PGOU) en 1972, un documento que ponía fin, aparentemente, al libertinaje urbanístico y que racionalizaba la construcción con el paisaje. Este PGOU se desarrolla a través de Planes Parciales, como:
- Plan Parcial de la Zona Industrial en 1973, de iniciativa pública, pero apoyado por la potente industria juguetera, que configura el actual polígono industrial de la ciudad.
- Plan Parcial del Casco Urbano y Área de Influencia de 1976, documento que intenta dotar de ordenación pormenorizada al casco urbano, ya que el PGOU no la tenía.
- Plan Parcial Monte Montgó, en la cual al aprobarse convirtió la práctica totalidad de la falda del Montgó en terreno urbano, sembrando la semilla para la construcción de viviendas, ya que lo único que se necesitaba era una licencia de obra. Así resultó una zona semi-urbanizada (sin aceras, alcantarillado, iluminación, etc.), con calles laberínticas (hechas respetando la topografía y construcciones preexistentes), además de zonas verdes no ejecutadas o ubicadas únicamente en los barrancos que descienden del mazizo del Montgó.

Entre 1990 y 1992 se crea el Plan General Municipal de Ordenación, en este plan se reduce el suelo calificado como urbano o urbanizable, aun así dejando una gran cantidad de suelo susceptible de ser edificado, que gracias a al floreciente mercado de vivienda, es colmatado en gran parte. Por ejemplo el PGMO clasifica todo el suelo de Les Rotes como urbano, que posibilitó la ocupación de la zona sin la previa o simultánea cesión y urbanización.
Todos los planes han quedado anulados por los tribunales de justicia, a excepción del de 1972. Es por ello que la Generalidad tuvo que elaborar un Plan General Transitorio en el año 2013, con vigencia de dos años y prorrogables otros dos; para evitar que el planeamiento de la ciudad volviera a tener el documento de 1972 como instrumento de planeamiento.
En el año 2023 se aprobó un nuevo Plan General, en vigor, tras ocho años de trabajo legislativo.

## Patrimonio

### Patrimonio histórico-cultural

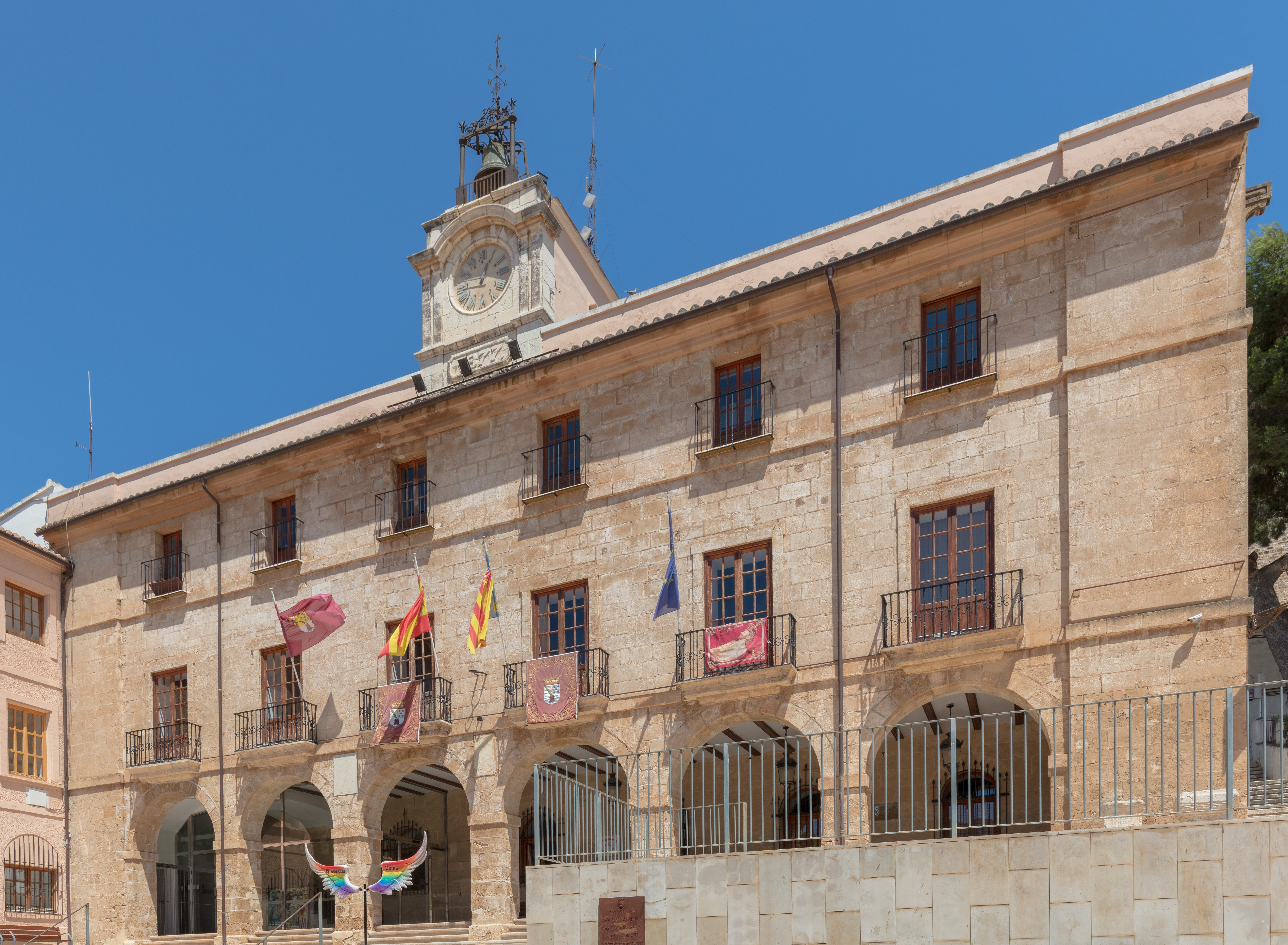
Ayuntamiento de Denia

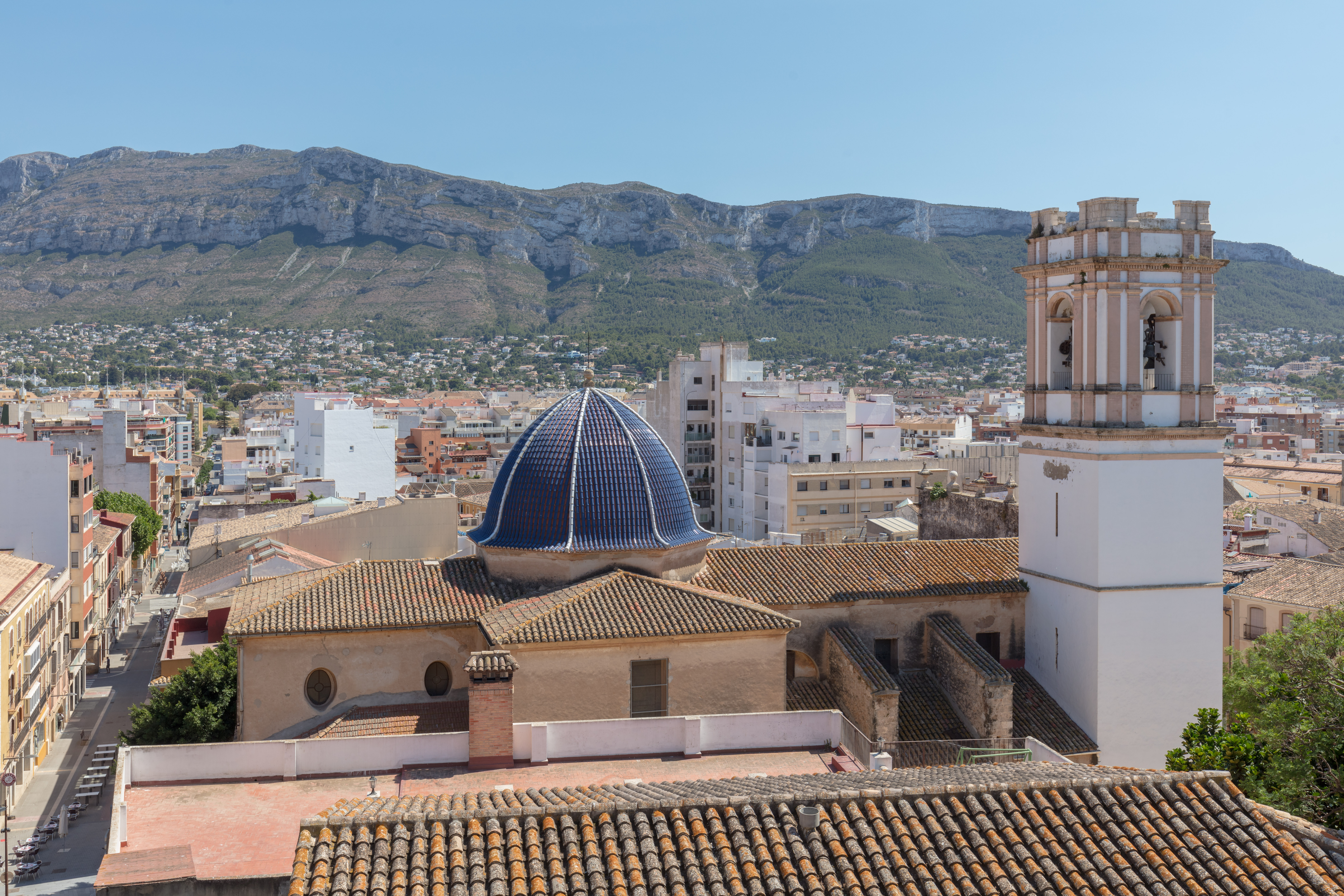
Iglesia de Nuestra Señora de la Asunción

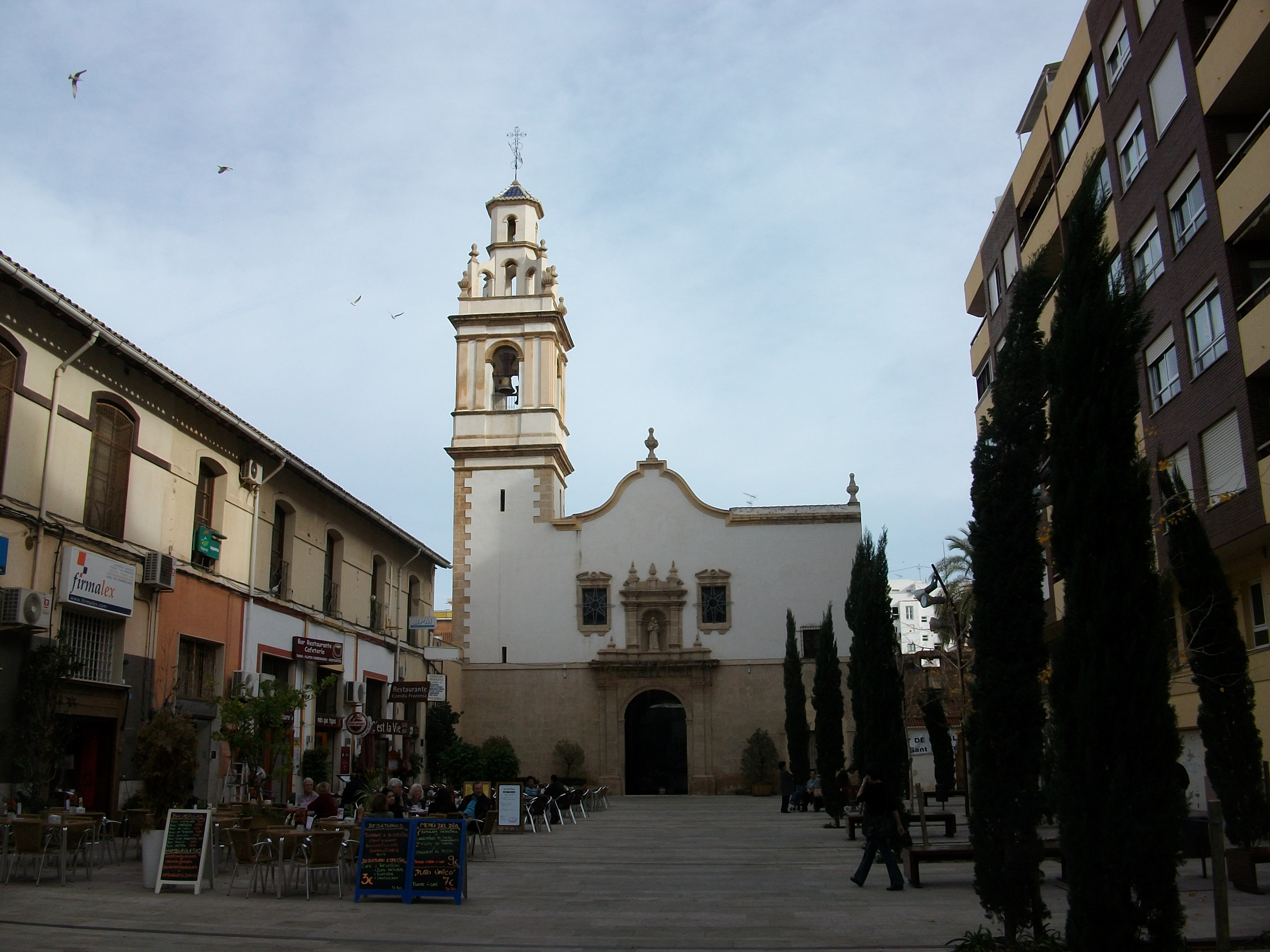
Iglesia de San Antonio

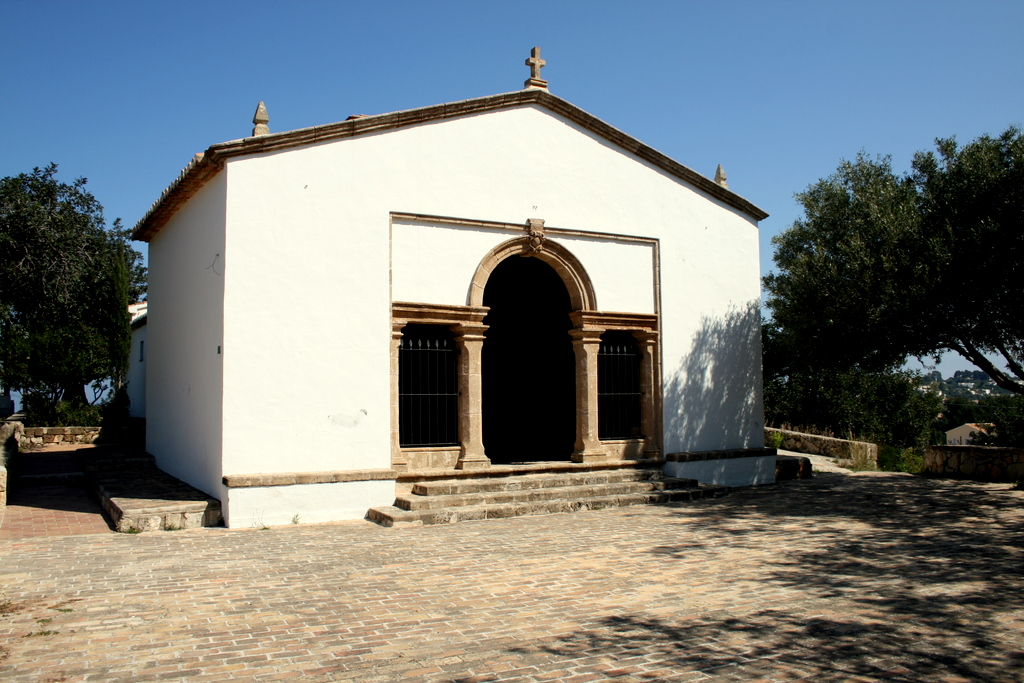
Ermita de San Juan

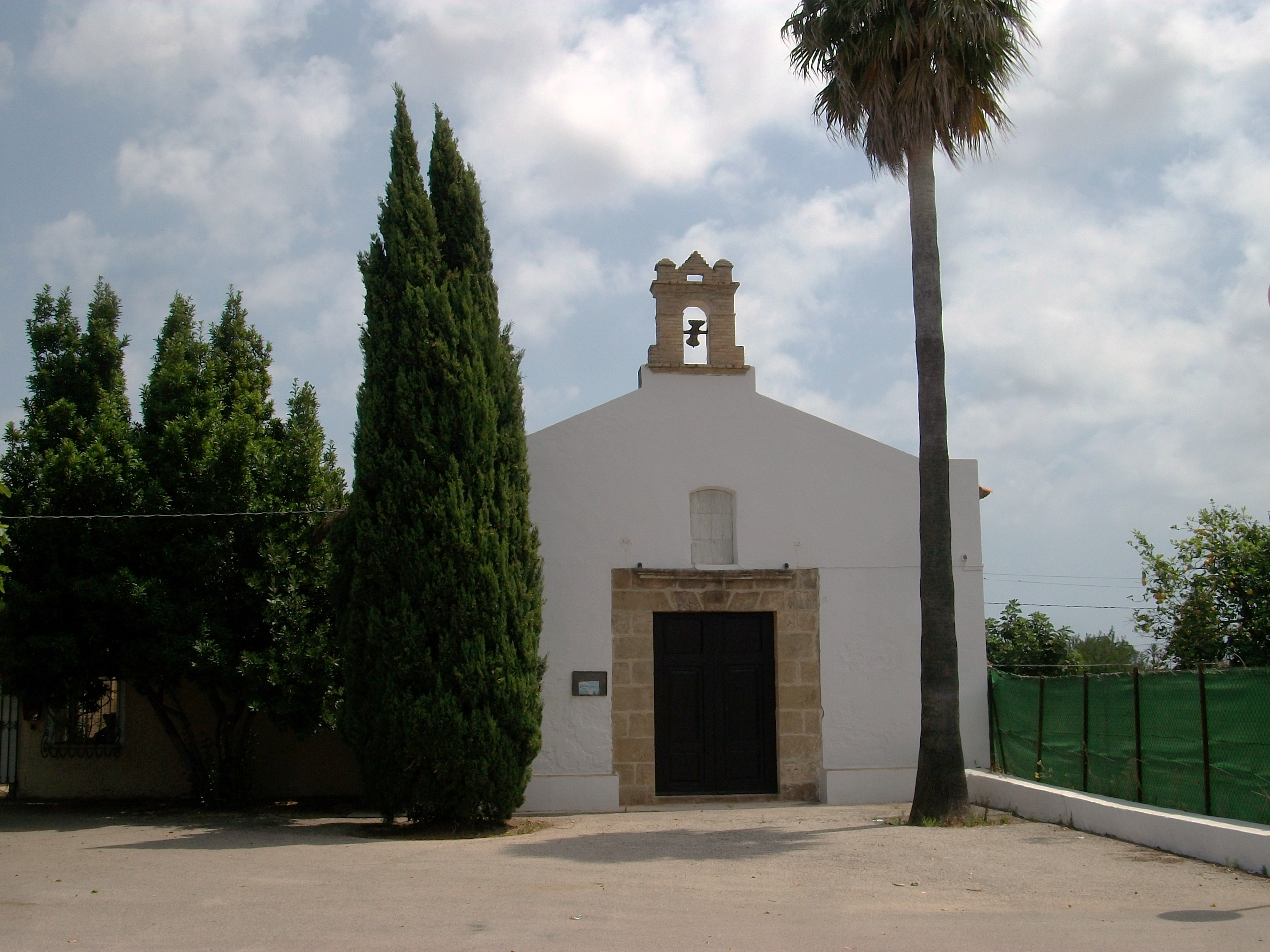
Ermita de Santa Paula

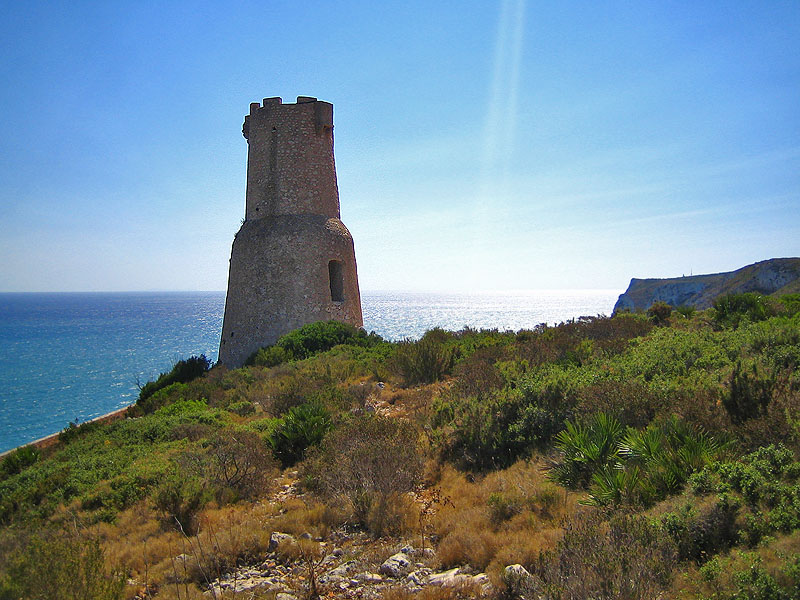
Torre del Gerro

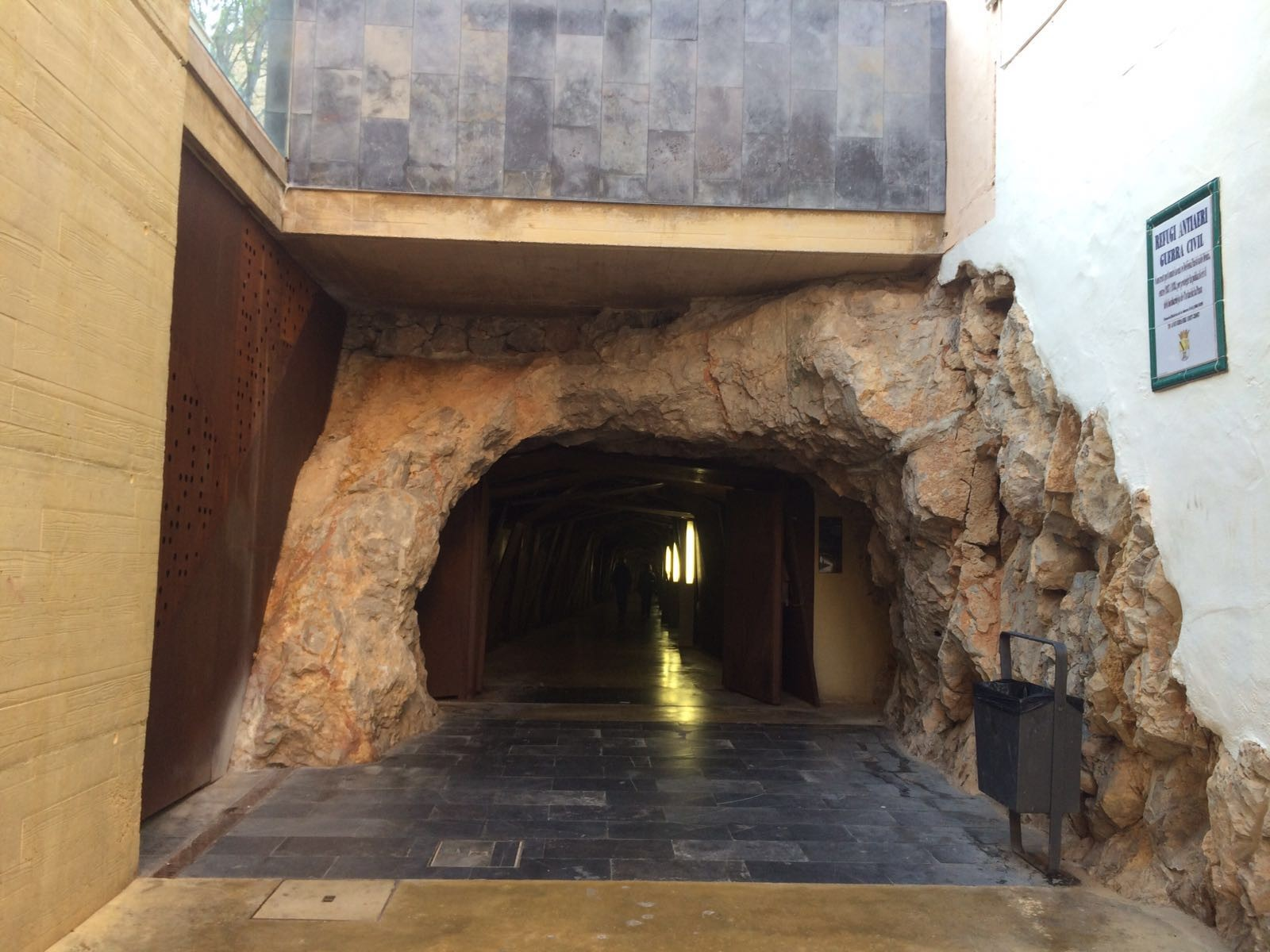
Entrada al refugio antiaéreo de la Guerra Civil

La ciudad se encuentra en una bahía o puerto natural al pie del Montgó y nos muestra barrios antiguos como por ejemplo el de les Roques o el de Baix la Mar, las calles que bajan del castillo nos recuerdan el pasado árabe del lugar y la parte baja el modernismo que llevó el comercio de la pasa. Los museos y monumentos más interesantes son:
- Antiguos astilleros. Siglo XVI, modificados en el XVIII.
- Ayuntamiento. Neoclásico. Edificio formado por seis arcos de medio punto.
- Barrios:
  - Barrio Baix la mar: antiguo barrio de pescadores.
  - Barrio Les Roques: junto al castillo.
- Calle del Marqués de Campo. Es una de las calles principales. Centro comercial de la ciudad, con gran número de tiendas y restaurantes. En verano es una calle peatonal.
- Casa fortificada de Benitzaina. Declarada bien de interés cultural.
- Caseta del Pare Pere («Padre Pedro»): ejemplo de arquitectura rural, del siglo XVII.
- Convento de las Agustinas. Siglos XVI y XVII.
- Iglesias:
  - Iglesia de la Asunción. Barroco valenciano del siglo XVIII.
  - Iglesia de San Antonio. Siglos XVI y XVII. Remodelada en el siglo XVIII.
  - Iglesia y Convento de Nuestra señora de Loreto. Siglo XVI. Fundado por las monjas agustinas descalzas en 1604.
  - Iglesia de Jesús Pobre
  - Iglesia de San Mateo de La Jara
- Yacimientos:
  - De la Almadraba: villa marítima romana típica de los siglos I al IV d. C.
  - Del alto de Benimaquía: poblado ibérico arcaico y pleno (siglo XVI al siglo III a. C.) situado en el Montgó.
  - Pico del Águila: poblado ibérico (siglo IV al siglo I a. C.) situado en el Montgó.
- Ermitas de la Conquista.
  - San Juan. Monumento Histórico Artístico.
  - Santa Paula.
  - Santa Lucía. Siglo XV.
- Castillo de Denia. Construido por los moros en una loma (o tossal) sobre anteriores edificaciones. Es propiedad municipal desde 1952. Alberga el Museo Arqueológico, importante testigo de la historia local. Ha sido rehabilitado y actualmente es visitable durante todo el año. Por debajo de él pasa un túnel que conecta la zona urbanizada de playa con el centro de la ciudad.
- Murallas. Se conservan algunos tramos en buen estado.
- Torres:
  - Torre de la Almadraba (o del Palmar): torre guaita que ha sufrido una discutible restauración.
  - Torre del Gerro (Jarrón): torre vigía con cuerpo troncocónico que por su forma le da nombre (jarrón). Destaca el escudo de armas de Carlos I del siglo siglo XVI.
  - Torre de Carrals: importante conjunto de edificaciones defensivas. Actualmente de propiedad particular.

### Playas
Denia tiene una costa de 20 km; y las playas del norte son amplias y de arena. En el sur hay calas rocosas. Se ha implantado un sistema de gestión de la calidad y gestión del medio ambiente. Estas playas están reconocidas por los certificados ISO 14001 (gestión medioambiental) e ISO 9001-2000 (gestión de la calidad). Tiene dos zonas de playas: Las Marinas y Las Rotas.
Dentro de sus numerosas playas, hay algunas que merecen ser destacadas:
- La zona de Les Marines tiene las playas[22] más arenosas: Les Deveses, L'Almadraba, Els Molins, Les Bovetes, Les Marines, Albaranes y Punta del Raset.
- La zona de Les Rotes se caracteriza por sus numerosas calas (la mayoría de piedra) y el paseo marítimo (Marineta Cassiana, El Trampolí, La Punta Negra, Les Arenetes, La Cala).

## Cultura

### Prensa
El periódico semanal Canfali Marina Alta informa sobre toda la actualidad de Denia y la Marina Alta desde 1976.
Denia.com es un diario en línea centrado en noticias sobre Denia y la comarca.
La Marina Plaza es un medio en línea, asociado con elDiario.es, que cubre noticias sobre la ciudad y la comarca.

### Televisión
Aunque la ciudad no cuenta con una cadena que se pueda sintonizar por el televisor, esta cuenta con dos cadenas de televisión en línea. TV Denia y La Huit TV que informan sobre toda la actualidad del municipio.

### Museos
- Museo Arqueológico: recorrido por la historia de la ciudad. Desde sus orígenes íberos hasta el siglo XVIII. Se encuentra en el castillo de Denia.
- Museo del Mar: exposición permanente sobre la relación entre Denia y el mar, comenzando por la época antigua hasta el siglo XIX y el comercio de la pansa.
- Museo Etnológico: dedicado al siglo XIX dianense y al comercio de la pasa.
- Museo del Juguete: muestra de la industria del juguete de Denia desde 1904 hasta 1960.
- Centro de arte «La Estación»: centro cultural en el que se muestran exposiciones temporales.

### Red de Bibliotecas Públicas Municipales de Denia
- Biblioteca Central
- Agencia de Lectura Rafael Chirbes
- Agencia de Lectura Enric Valor, de Jesús Pobre

### Colegios e institutos
Públicos:
- CEIP Montgó: Infantil y primaria.
- CEIP Les vesanes: Infantil y primaria.
- CEIP Cervantes: Infantil y primaria.
- CEIP Pou de la muntanya: Infantil y primaria.
- CPEE Raquel Payá: Educación Especial y Programas Formativos de Cualificación Básica
- IES Historiador Chabás: ESO, BTCH y ciclos formativos. Es el único centro de la comarca que ofrece todas las modalidades de bachillerato y bachillerato nocturno.
- IES Sorts de la mar: ESO, BTCH y ciclos formativos.
- IES María Ibars: ESO, BTCH y ciclos formativos.

Privados o concertados:
- Paidos: Infantil, primaria y ESO.
- Sagrado corazón: Infantil, primaria y ESO.
- Maristas: Infantil, primaria y ESO.
- Alfa & Omega: Infantil, primaria y ESO.

### Gastronomía

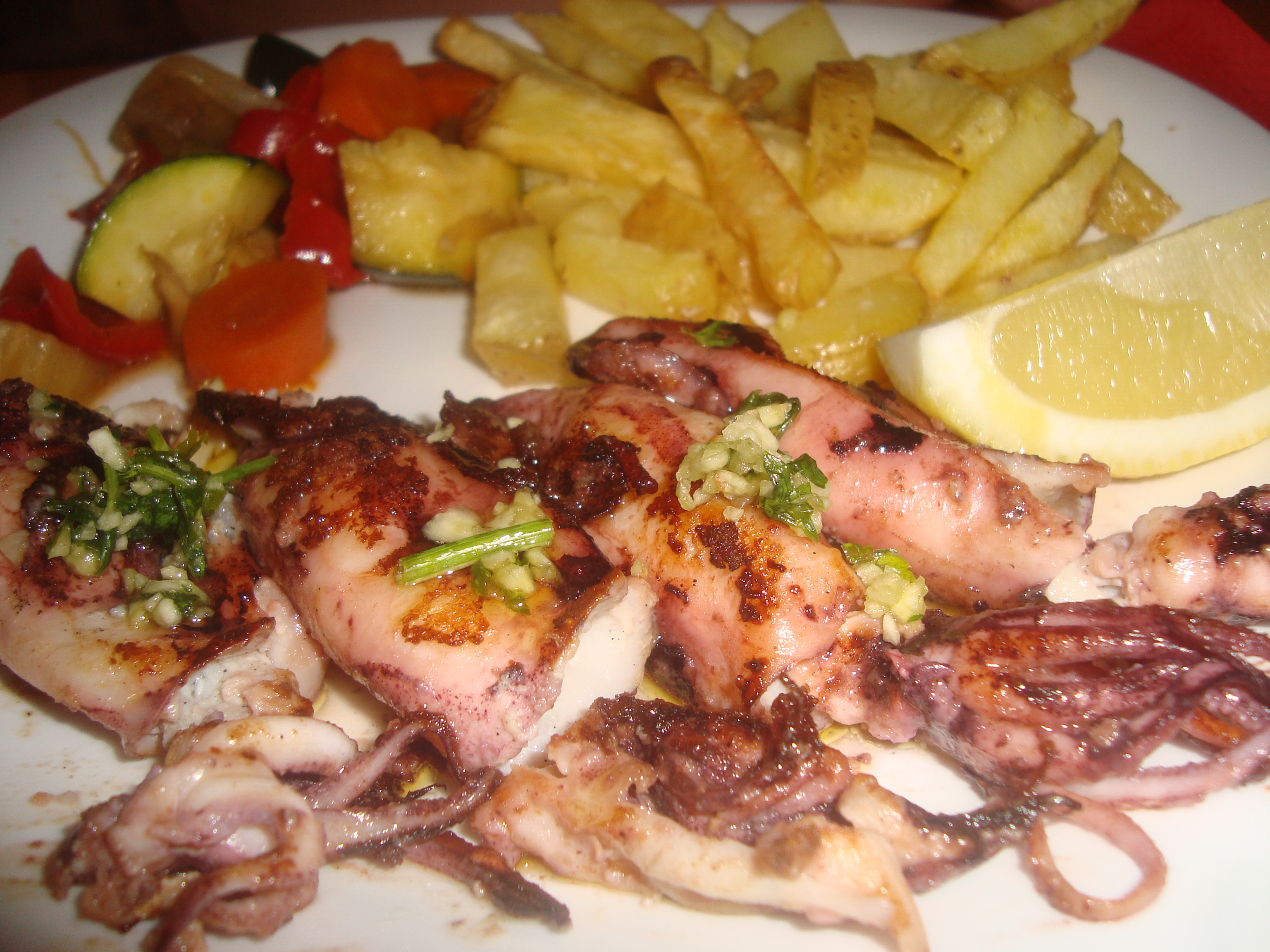
Calamares a la plancha, gastronomía de Denia (Alicante)

Denia forma parte del selecto grupo de ciudades nombradas Ciudad Creativa de la Gastronomía por la UNESCO. El arroz, el pescado y el marisco, especialmente la reconocida y popular gamba roja hervida. La cazuela marinera (suquet), tortas, espencat, alioli, llandeta, pulpo seco, gambas con acelgas, etc. La mistela y las pasas son la base de una excelente gastronomía, a lo que hay que añadir los cítricos.
Denia cuenta con dos restaurantes con estrellas Michelin. El restaurante Quique Dacosta cuenta con tres estrellas, el máximo distintivo. El restaurante Peix & Brases tiene una estrella.

### Fiestas
Considerada como una de las localidades con más fiestas de Europa.[cita requerida]
Enero
- Cabalgata de Reyes Magos (5 de enero): antes de que los Magos de Oriente desembarquen en el puerto y participen en la cabalgata, un cartero real recoge las cartas con los deseos de los más pequeños. La cabalgata recorre las calles principales de la ciudad.
- Romería a la ermita de Santa Paula (26 de enero): destaca la procesión y el porrat, un mercadillo de productos típicos y golosinas.

Febrero
- Medio año de Moros y Cristianos (fecha variable; en 2010: 27 de febrero): desfile informal de filaes (comparsas de moros y cristianos) por las calles.

Marzo

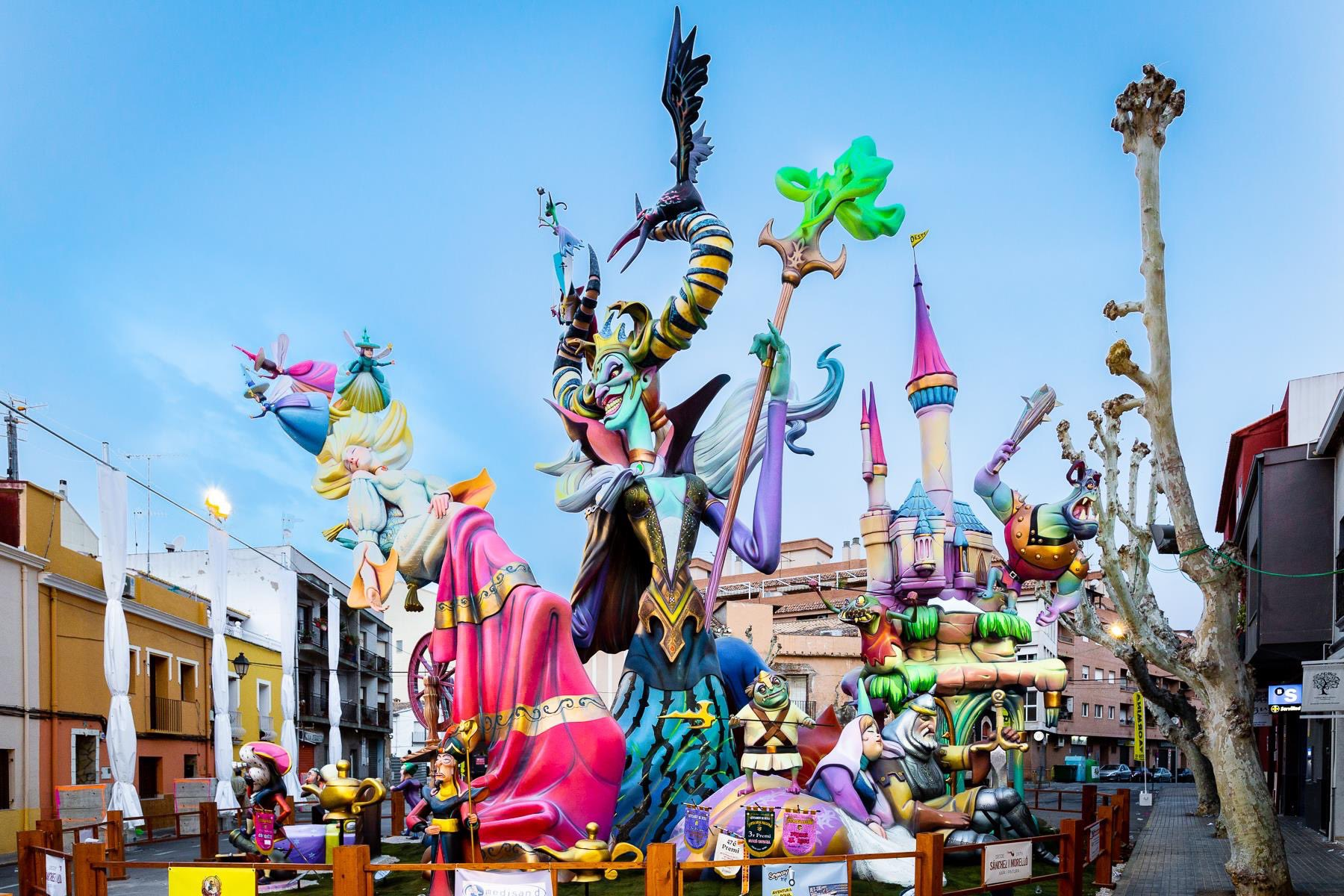
Falla Oeste de Denia. 2019

- Fallas (del 15 al 19 de marzo): Denia dispone de 11 comisiones falleras: Falla Baix La Mar, Falla Campaments, Falla Camp Roig, Falla Centro, Falla Darrere del Castell, Falla Diana, Falla Les Roques, Falla Oeste, Falla Paris Pedrera, Falla Port-Rotes y Falla Saladar. Estas comisiones se dividen en dos secciones o categorías. A la principal, llamada Sección Especial, pertenecen la falla Oeste, la Centro, Baix la Mar y París Pedrera. Por su parte, en la Sección Primera compiten los demás distritos.[24] Plantan fallas todos los años en Denia. Las fiestas comienzan con la plantà y la pólvora, en todas sus demostraciones espectaculares, adquiere un papel principal. Pasacalles, mascletà (cohetes), música, comidas y cenas populares, fuegos artificiales, etc. Destacan:
  - la plantà de las Fallas: colocación de los monumentos falleros en los distintos distritos;
  - la mascletà: se disparan un gran número cohetes en cada distrito fallero, a las 14.30 h. aproximadamente, llenando de ruido y pólvora la ciudad;
  - los pasacalles: los falleros recorren las calles bailando gracias al acompañamiento de la banda de música de su falla;
  - la ofrenda floral a la Virgen de los Desamparados: uno de los actos principales, los falleros visten sus mejores trajes y se dirigen en procesión hacia la Virgen con ramos de flores, que depositan en su manto;
  - la cremà: las fallas se queman, concluyendo la fiesta. Primero se quemas las fallas infantiles, para dar paso a las fallas de mayor volumen. En Denia no arden todas las fallas a la vez, se van quemando progresivamente. Ello permite al turista y residente disfrutar de la cremà de varias fallas.

Mayo
- Virgen de los Desamparados (fecha variable: segundo domingo del mes. En 2010: 9 de mayo): patrona de los marineros. Procesiones en el barrio marinero «Baix la Mar».
- Fiestas en la calle de la Santísima Trinidad (fecha variable: primera quincena de junio. Fecha 2010: 29 y 31 de mayo): calle típica del barrio de Les Roques, a los pies del Castillo de la ciudad. Fiestas en la calle, verbenas, concursos de disfraces, comidas y cenas populares.

Junio
- Romería de la Virgen del Rocío (domingo siguiente al Corpus): se celebra el domingo siguiente al Corpus. Destacan la procesión, la misa rociera y la fiesta campera (Casa de Andalucía).
- Hogueras de San Juan (del 20 al 24 de junio): existen tres «hogueras» o comisiones en Denia. La foguera El Bassot, la foguera L’Hort y la hoguera Les Portelles. Pese a que los monumentos de cartón son los elementos que «más arden» en la noche de San Juan, hay lugares, como la calle de Les Portelles, donde se mantiene la tradición de quemar cosas viejas. Las fiestas de las hogueras de San Juan coinciden con la romería a la ermita y las fiestas en la ermita de San Juan, donde se celebra la tradicional misa y el típico porrat (mercadillo de productos típicos y golosinas).
- Fiestas en la ermita de San Juan (del 20 al 24 de junio): con motivo de las fiestas de San Juan se celebra una romería desde Denia hasta la ermita. En la ermita tienen lugar diversos eventos religiosos y lúdicos: misa, el tradicional porrat (mercadillo de productos típicos y golosinas), etc.
- Fiestas en la calle San Pedro (28 y 29 de junio): calle del barrio marinero, celebra fiestas en la calle, misa y verbena durante estos días.
- Fiestas en el barrio La Pedrera (28 y 29 de junio): el barrio adorna sus calles para la celebración de verbenas, cucañas y la procesión en honor de san Pedro. La fiesta «suena» también en la [mascletá] y la despertà.

Julio
- Fiestas patronales en honor a la Santísima Sangre y Bous a la mar (1.ª quincena de julio): El día de la Santísima Sangre siempre se celebra el 2.º miércoles después de San Pedro. Destaca:
  - Los Bous a la Mar (toros al mar), declarados fiesta de Interés Turístico Nacional. Algunas veces va precedida de la «entrada de los toros» (los toros van corriendo por la calle principal hasta la semiplaza instalada en el puerto). La actuación consiste en que los participantes van corriendo dentro de la semiplaza, procurando que el toro les siga y caiga al mar, sin tocarle. Una vez en el agua el toro es conducido hacia una rampa de salida, instalada junto a la plaza.
  - Concierto de la Agrupación Artístico Musical de Denia, el miércoles de la Santísima Sangre.
  - El desfile de carrozas, declarado Fiesta de Interés Turístico Provincial, tiene lugar el último sábado de las fiestas. En él desfilan todas las comisiones falleras. Cabe destacar que las carrozas son elaboradas manual y artesanalmente por los propios miembros de las comisiones. Es un desfile de gran colorido y vistosidad.
  - Castillo de Fuegos Artificiales, como colofón y clausura de las fiestas, lanzado desde la Escollera Norte del Puerto.
  - Otros actos: durante esa semana se celebran gran cantidad de actos como por ejemplo conciertos, verbenas, actividades de animación infantil, competiciones deportivas etc.
  - Asimismo tienen lugar diversos actos religiosos en honor a la Santísima Sangre de Cristo, destacando, el día de la Santísima Sangre, la celebración de una misa con reparto de pan bendito y procesión por la tarde.

Agosto
- Moros y Cristianos, fiestas en honor de san Roque (13-16 de agosto): las calles de Denia se llenan de moros y cristianos a mediados del mes de agosto. Son los participantes en las embajadas, los pasacalles y la izada de la bandera. En el programa destaca el desembarco y los toques de diana, así como sobre todo, el Desfile de Gala, donde Moros y Cristianos lucen sus lujosos trajes al son de la música y el paso festero. Actos más significativos:
  - 13 de agosto: desembarco moro, firma de la tregua.
  - 14 de agosto: desfile de gala infantil.
  - 15 de agosto, día grande de la fiesta: desfile de gala.
  - 16 de agosto: desembarco cristiano, parlamentos, batalla de arcabucería, milagro de la niebla, rendición y retreta. Castillo de fuegos artificiales.

Septiembre
- Fiestas de San Agustín en Las Rotas (último fin de semana de agosto o primer de septiembre): fiestas en honor de san Agustín que se celebran en el fin de semana más próximo al día del patrón.

Octubre
- Feria de todos los Santos (desde finales de octubre a principios de noviembre): en la explanada de Torrecremada. Feria de atracciones: noria, caballitos, etc.

Diciembre
- Mercado Medieval (del 4 o 5 de diciembre al 8 del mismo mes): se emplaza en las calles del centro histórico.
- Romería a la ermita de Santa Lucía (13 de diciembre): se celebra una romería que culmina en la ermita de Santa Lucía donde se celebra el típico Porrat (mercadillo de productos típicos y golosinas).
- Nit de la Llum (Noche de la Luz): a mediados del mes de diciembre más de 8000 velas iluminan las calles del centro de la ciudad.

## Ciudades hermanadas
- Cholet (Francia, desde 1996).